# Un soir de Bonis
Un soir, op. 77, est une mélodie française de la compositrice Mel Bonis, datant de 1908.

## Composition
Mel Bonis compose sa mélodie Un soir pour mezzo-soprano et piano sur un poème d'Anne Osmont. Le manuscrit est daté de 1908. L'œuvre est publiée à titre posthume aux éditions Armiane en 1998. Elle est rééditée par la même maison d'édition en 2014.

## Réception
L'œuvre, même si publiée à titre posthume, est cependant interprétée en 1909 par Jane Arger.

## Discographie
Mel Bonis, l'œuvre vocale: Doron musique, 2006

## Sources
- Étienne Jardin, Mel Bonis (1858-1937) : parcours d'une compositrice de la Belle Époque, 2020 (ISBN 978-2-330-13313-9 et 2-330-13313-8, OCLC 1153996478)